# Aghdach
Pour le raion, voir Ağdaş (raion).

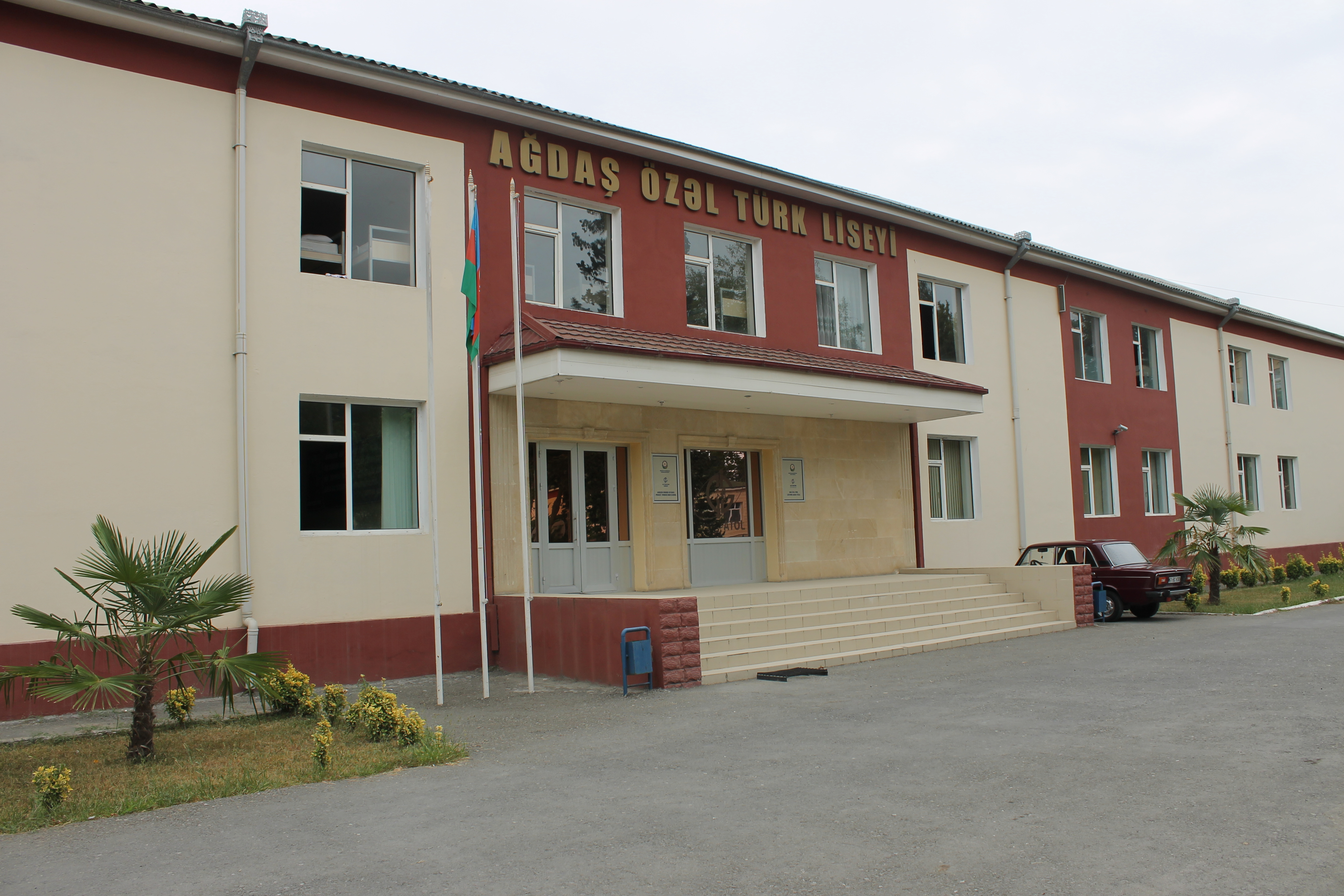

Aghdach est une ville et un centre administratif du district d'un raion du même nom en Azerbaïdjan. Elle aurait en 2010 près de 25 000 habitants. 

## Histoire
Au début du XIXe siècle, Utchgovag, un petit village du district d'Agdash du khanat de Sheki, s'appelait plus tard Aghdash.
Pendant l'occupation du Caucase du Sud par l'Empire russe - en 1819, la province de Cheki s’établie sur le territoire du khanat de Cheki. Plus tard, selon la "loi de réforme administrative dans le Caucase" du 22 (10) avril 1840, la province de Sheki est incluse dans la nouvelle province caspienne et rebaptisée en "district de Cheki". Après l'abolition de la province de la Caspienne en 1846, le district de Cheki est conservé dans le cadre de la province de Chamakhi (province de Bakou depuis 1859), qui était précédemment établie sur le site de la province de la Caspienne, mais retirée de la province de Bakou à la fin 1867 et incorporé dans la nouvelle province de Yelizavetpol. A cette époque, le centre administratif du district de Cheki s'appelait officiellement "district de Nukha". En 1873, un district séparé est créé dans une partie du territoire du district de Nukha - le district d'Arash, et le centre administratif du district d'Arash était le village d'Agdash.

## Production de coton
En 1887, Ramendik, directeur du bureau de Lodz de la société de Poznań, vient à Aghdash, où il ouvre des points d'achat de coton, installe quatre machines pour le premier traitement et une presse pour l’emballage du coton. Déjà en 1897, il y avait 7 usines composées de machines à coton à Agdash. En 1888, 3 100 livres de coton étaient vendues au marché d'Agdash, alors qu'en 1892 ce chiffre atteignait 28 000 livres. À la fin du XIXe siècle, Agdash devient le centre de production, de traitement et de vente de coton dans tout le Caucase. Par conséquent, le premier congrès des producteurs de coton du Caucase a lieu à Agdash en 1904. Au début du XXe siècle, le journal Qafqaz écrit qu'« Agdash est un centre pour toutes les soies grèges et cocons exportés vers Marseille et l'Italie ».

## Éducation
L'une des premières institutions éducatives laïques ouvertes en Azerbaïdjan est l'école « russo-tatare » fondée le 25 octobre 1882 à Agdash par l'éminent éclaireur Suleyman Gayibov. Ce n'est pas un hasard si l'une des trois écoles de ce type qui fonctionnaient en Azerbaïdjan à cette époque a été ouverte à Agdash, car il y avait une vingtaine de madrassas à Agdash avec une bonne base éducative.
En 1900, le village d'Aghdash reçu le statut de ville. Au début du 20e siècle, il y avait la société "Nashri-Maarif", une salle de lecture, l'école de filles "Saadat", les établissements d'enseignement "Darulirfan" et "Rushdiya" à Agdash. Des intellectuels tels que Mukhtar Efendizade, Hadiyya Mammadzade, Hasan Efendiyev travaillent dans cette école.
Les principaux domaines d'activité économique de la ville et de la région sont la culture maraîchère, la culture céréalière, la culture du coton, l'élevage bovin. Il y a des usines de grenage et de laiterie dans la ville. Il y a un collège agricole, des écoles pédagogiques et de médecine.

## Personnalités
- Lutfi Mammadbeyov (1927-2004), acteur et réalisateur azerbaïdjanais, est né à Aghdach.
- Arif Heydarov (1926-1978), militaire et homme politique azerbaïdjanais, est né à Aghdach.